# John Newton (Schauspieler, 1965)

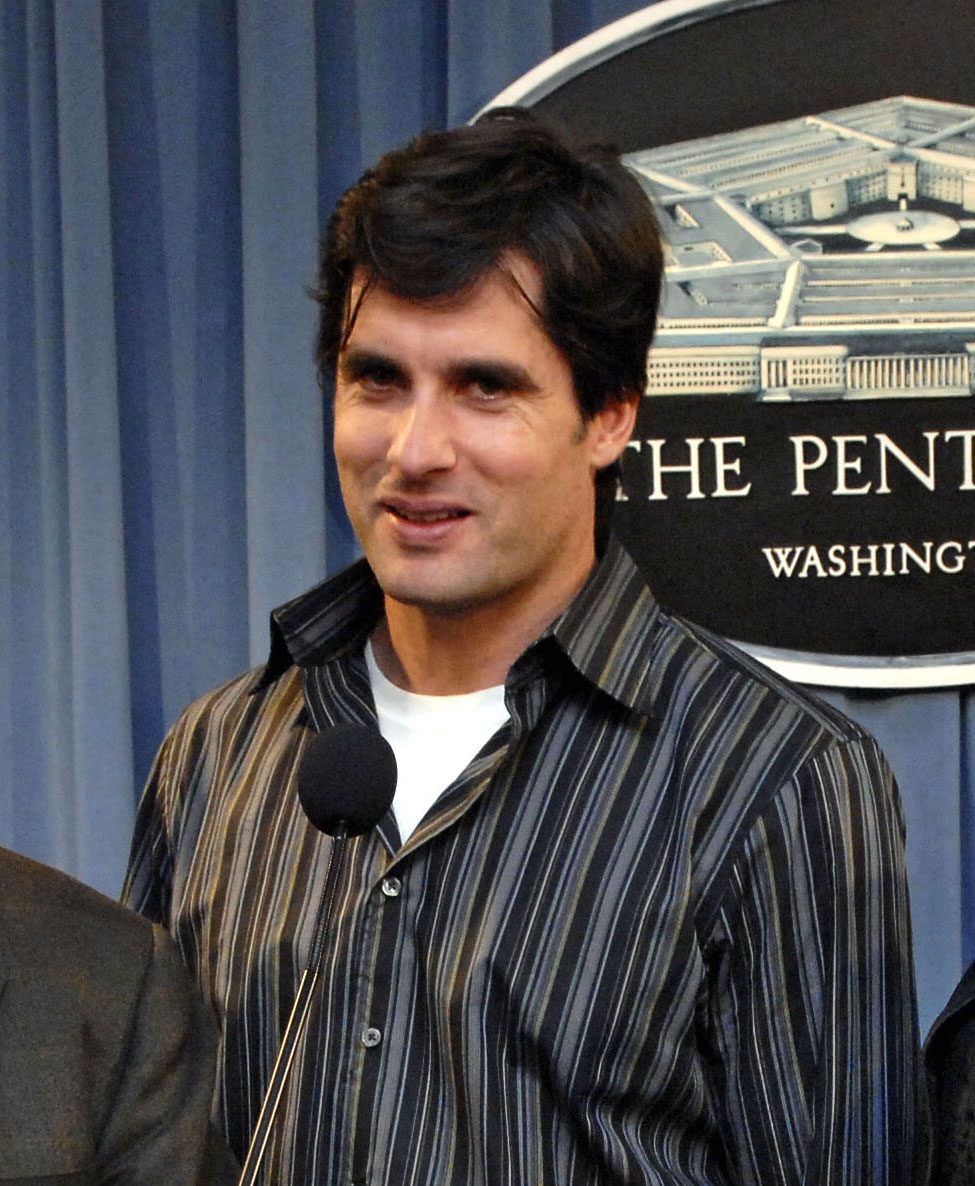
John Newton (2006)

John Haymes Newton (* 29. Dezember 1965 in Chapel Hill, North Carolina) ist ein US-amerikanischer Schauspieler.

## Leben
Im Alter von 19 Jahren zog Joh Haymes Newton nach New York City, um Schauspiel zu studieren. Nachdem er dreieinhalb Jahre lang als Model gearbeitet hatte, studierte und vereinzelt auf Theaterbühnen stand, debütierte er 1988 als Hauptfigur des Clark Kent in der Fernsehserie Superboy. Doch bereits nach der ersten Staffel und 26 Folgen wurde er durch Gerard Christopher ersetzt, welcher die Figur bis zum Ende verkörperte. Seitdem war er unter anderem in Fernsehserien wie Melrose Place, Desperate Housewives und The Mentalist zu sehen und spielte in Filmen wie Überleben! und Der Gen Soldat mit.
Neben der Schauspielerei verdient Newton Geld als Heiler.

## Filmografie (Auswahl)
- 1988–1989: Superboy (Fernsehserie, 26 Folgen)
- 1993–1994: The Untouchables (Fernsehserie, 40 Folgen)
- 1993: Überleben! (Alive)
- 1994–1995: Models Inc. (Fernsehserie, acht Folgen)
- 1997: Im Namen der Ehre (Goodbye America)
- 1998–1999: Melrose Place (Fernsehserie, 28 Folgen)
- 2004–2005: Desperate Housewives (Fernsehserie, 2 Folgen)
- 2006: Der Gen Soldat (S.S. Doomtrooper)
- 2006: The Christmas Card
- 2008: Molly Hartley – Die Tochter des Satans (The Haunting of Molly Hartley)
- 2010: CSI: Miami (Fernsehserie, eine Folge)
- 2012: The Mentalist (Fernsehserie, eine Folge)
- 2013: Evidence: Auf der Spur des Killers (Evidence)